# کاترین کبیر (مینی‌سریال)
کاترین کبیر (انگلیسی: Catherine the Great) یک مینی‌سریال چهار قسمتی بریتانیایی–آمریکایی با بازی هلن میرن در نقش کاترین کبیر است.

## بازیگران
- هلن میرن در نقش کاترین کبیر[۳]
- جیسون کلارک در نقش گریگوری پوتمکین
- جینا مک‌کی در نقش پراسکوویا بروس
- روری کینیار در نقش نیکیتا ایوانوویچ پانین
- ریچارد راکسبرا در نقش گریگوری اورلوف